# 35429 Bochartdesaron
35429 Bochartdesaron este o planetă minoră (asteroid), cu un diametru de 3,201 km, din centura de asteroizi. A fost descoperită pe 18 ianuarie 1998 la centre de recherches en géodynamique et astrométrie⁠(d) de OCA-DLR Asteroid Survey⁠(d) și a fost numită după Jean Baptiste Gaspard Bochart de Saron. 
Obiectul prezintă o orbită caracterizată de o semiaxă mare de 2,5867291 UAi, o excentricitate de 0,22, o înclinație de 3,62705 ° în raport cu ecliptica.